# Trường Đại học Quảng Nam
Trường Đại học Quảng Nam là một trường đại học công lập đa ngành tại Quảng Nam. Trường được nâng cấp thành trường đại học theo quyết định số 722/QĐ – TTg của Thủ tướng Chính phủ từ trường Trung học Sư phạm Quảng Nam lên thành Trường Cao đẳng Sư phạm Quảng Nam.

## Lịch sử
Trường Đại học Quảng Nam là một trường đại học đa ngành tại Quảng Nam có tiền thân là Trường Trung học Sư phạm Quảng Nam được thành lập vào năm 1997 theo quyết định số 1686/QĐ-UBND ngày 3/9/1997 của Chủ tịch Ủy ban nhân dân tỉnh Quảng Nam. Năm 2000, Bộ trưởng Bộ Giáo dục và Đào tạo ký quyết định số 4845/QĐ-BGD&ĐT-TCCB ngày 14/11/2000 nâng cấp từ trường Trung học Sư phạm Quảng Nam lên thành Trường Cao đẳng Sư phạm Quảng Nam. Đến năm 2007, Trường Đại học Quảng Nam được hình thành trên cơ sở nâng cấp từ Trường Cao đẳng Sư phạm Quảng Nam theo Quyết định số 722/QĐ – TTg của Thủ tướng Chính phủ.

## Khoa đào tạo
Có 8 khoa và 2 bộ môn:
- Khoa Ngoại ngữ
- Khoa Toán-Tin
- Khoa Văn hoá-Du lịch
- Khoa Tiểu học - Mầm non và Nghệ thuật
- Khoa Xã hội
- Khoa Kinh tế
- Khoa Tự nhiên
- Khoa Lý luận chính trị
- Bộ môn Tâm lý-Giáo dục
- Bộ môn Giáo dục thể chất quốc phòng

## Các phòng chức năng
- Phòng Tổ chức-Hành chính
- Phòng Đào tạo-Công tác HSSV
- Phòng Quản lý khoa học và Đối ngoại
- Phòng Kế hoạch-Tài chính
- Phòng Quản trị
- Ban Quản lý xây dựng

## Các Trung tâm
- Trung tâm Học liệu
- Trung tâm Hỗ trợ sinh viên
- Trung tâm Tin học-Ngoại ngữ
- Trung tâm Đào tạo-Bồi dưỡng

## Liên kết và hợp tác
Trường ĐH Quảng Nam cũng liên kết với Đại học Đà Nẵng, Huế, Vinh và ĐH Quốc gia Hà Nội để đào tạo một số chuyên ngành ĐH và sau ĐH. Các ngành cao học gồm: Quản lý Giáo dục (liên kết với ĐH Vinh), Ngôn ngữ Anh, Kinh tế phát triển, Khoa học máy tính (liên kết với ĐH Đà Nẵng). Bước đầu trường cũng đã mở rộng quan hệ quốc tế, có quan hệ với các trường ĐH Lille 3 (Pháp), ĐH Bách khoa Quế Lâm (Trung Quốc), ĐH Ubon Rathachani Rajabhat và ĐH Ubon Rathachani (tên khác: More Ubon) của Thái Lan. Trường cũng đang đào tạo 56 SV Lào.
1. 1 2  "THÔNG ĐIỆP CỦA HIỆU TRƯỞNG". Bản gốc lưu trữ ngày 3 tháng 7 năm 2018. Truy cập ngày 2 tháng 7 năm 2018.